# فرودگاه تائورانگا
فرودگاه تائورانگا  (به انگلیسی: Tauranga Airport) یک فرودگاه همگانی با کد یاتا TRG است که یک باند فرود آسفالت دارد و طول باند آن ۱۸۲۵ متر است. این فرودگاه تائورانگا در کشور نیوزیلند قرار دارد و در ارتفاع ۴ متری از سطح دریا واقع شده است.

## شرکت‌های هواپیمایی و مقصدهای پروازی
| شرکت‌های هواپیمایی                             | مقصدهای پروازی                                            |
| --------------------------------------------- | --------------------------------------------------------- |
| ایر نیوزلند لینک اجرا توسط ایر نلسون          | اوکلند، کرایست‌چرچ، ولینگتون                               |
| ایر نیوزلند لینک اجرا توسط Mount Cook Airline | اوکلند، ولینگتون                                          |
| بریر ایر                                      | گریت بریر                                                 |
| سان‌ایر                                        | گریت بریر، گیسبورن، آبی نورث شور، Whitianga Motiti Island |